# Пам'ятник княгині Ользі (Київ)
Пам'ятник княгині Ользі, святому апостолу Андрію Первозваному та просвітителям Кирилу і Мефодію — пам'ятник в Києві, розташований на Михайлівській площі поруч із Михайлівським Золотоверхим собором. Композиція складається з трьох мармурових скульптур на гранітному постаменті: в центрі розташована постать княгині Ольги, ліворуч — апостол Андрій Первозваний, праворуч розташовані просвітники Кирило і Мефодій.
Пам'ятник було урочисто освячено та відкрито 4 (17) вересня 1911 року. Його авторами були скульптори Іван Кавалерідзе, Петро Сниткін та архітектор Валеріян Риков. У 1919 році вандали скинули скульптуру княгині Ольги, а до 1935 року пам'ятник був остаточно демонтований.
У 1996 році пам'ятник відновили. Автори реконструкції — скульптори Віталій Сівко, Микола Білик та Віталій Шишов.

## Концепція, постаті
Постаті Ольги, Андрія, Кирила та Мефодія символізують етапи поширення в країні світової релігії — християнства, уособлюють історичні події, важливі для духовної еволюції народу. Концепція пам'ятника також символізує поняття: держава, наука, релігія.
Монумент займає площу 9,2 × 4,51 м. Висота скульптури княгині Ольги — 3,50 м, бічних скульптур — 2,73 м, постаменту — 2,45 м, стилобата — 2,0 м.

## Історія пам'ятника

### Спорудження
У 1909 році було запропоновано поставити перед реальною школою пам’ятник Шевченкові. Поставлення пам’ятника Шевченкові в цьому місці опротестував куратор київської шкільної округи, який уважав, що перед «русским учебным заведением» слід поставити пам’ятника одному з діячів «русской истории».  У зв’язку з цим у колах військової влади,  адміністрації та вищого духівництва виник проєкт збудувати від Михайлівського монастиря до Софійського собору, за зразком берлінської Колони перемоги історичний шлях — два ряди монументів, серед яких мали бути монументи «доісторичному Кию», Олегові, Ользі, Святославові.
Проєкт зустрів критику, але щоб перешкодити спорудженню монумента Шевченкові, вирішено,  що «надзвичайні обставини» вимагають негайного збудування в садку перед реальною школою бетонової тимчасової «моделі» монумента княгині Ольги. Кошти надав цар Микола II і після заяви міського голови Дьякова, що «кавалер»  (тобто Шевченко) мусить поступитися місцем «дамі» (княгині Ользі), в серпні 1911 року пам'ятник з центральною постаттю Ольги та боковими Кирила й Методія та Андрія Первозваного відкрито в присутності Миколи II.

### Руйнування
Коли у 1919 році більшовики захопили Київ, постать Ольги було знесено. На її місці поставлено погруддя Шевченка роботи Кратка. Бокові постаті були закриті. Пізніше їх відновили й Шевченко опинився в сусідстві Андрія, Кирила та Мефодія. 1920 року бюст було знято, 1923 демонтовано інші фігури, так що залишився сам п’єдестал.

## Світлини

Пам'ятник княгині Ользі (1912)
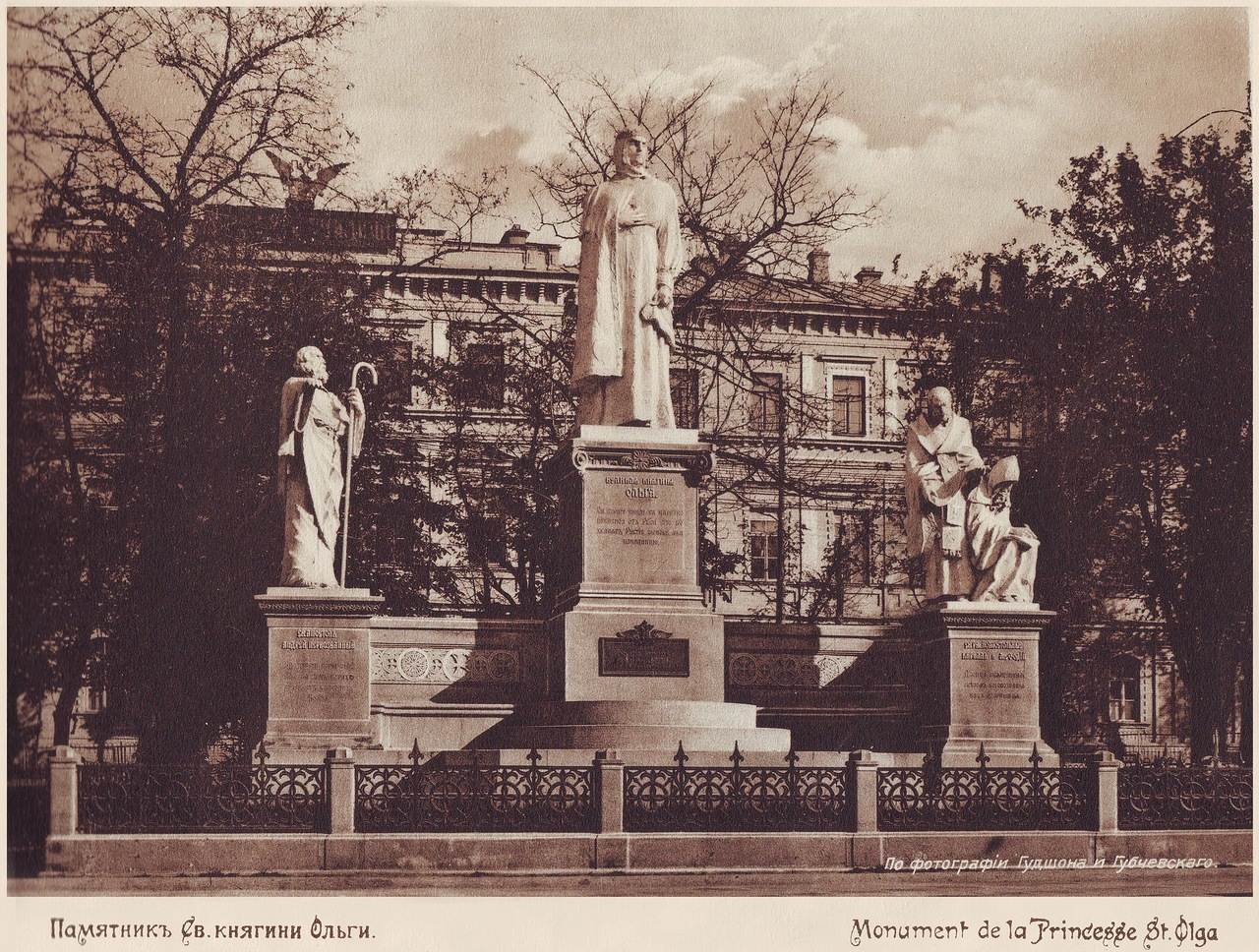
Пам'ятник княгині Ользі (1910-ті)
Зняття пам'ятника (1926)
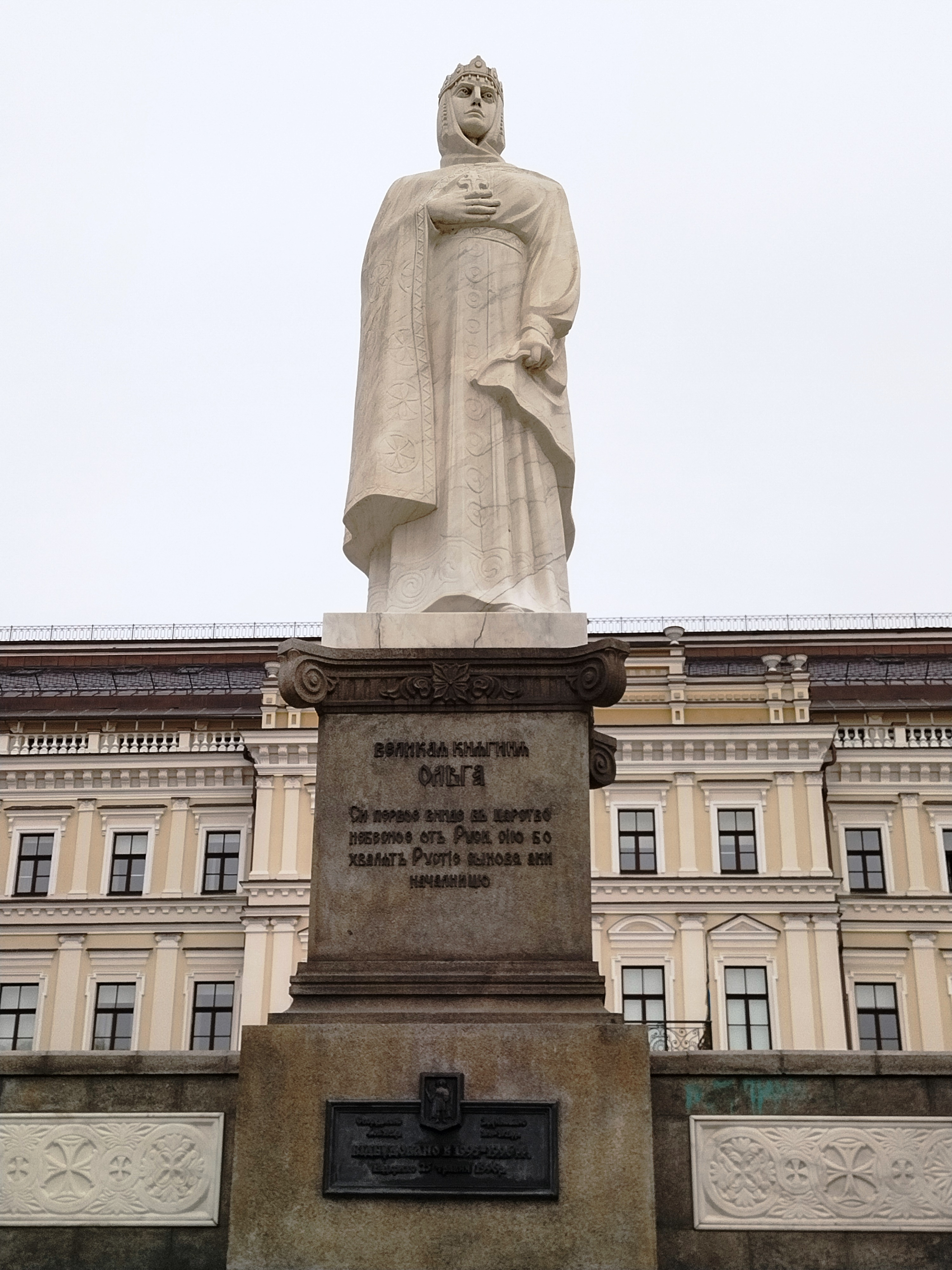
Сучасний вигляд (вересень 2021)
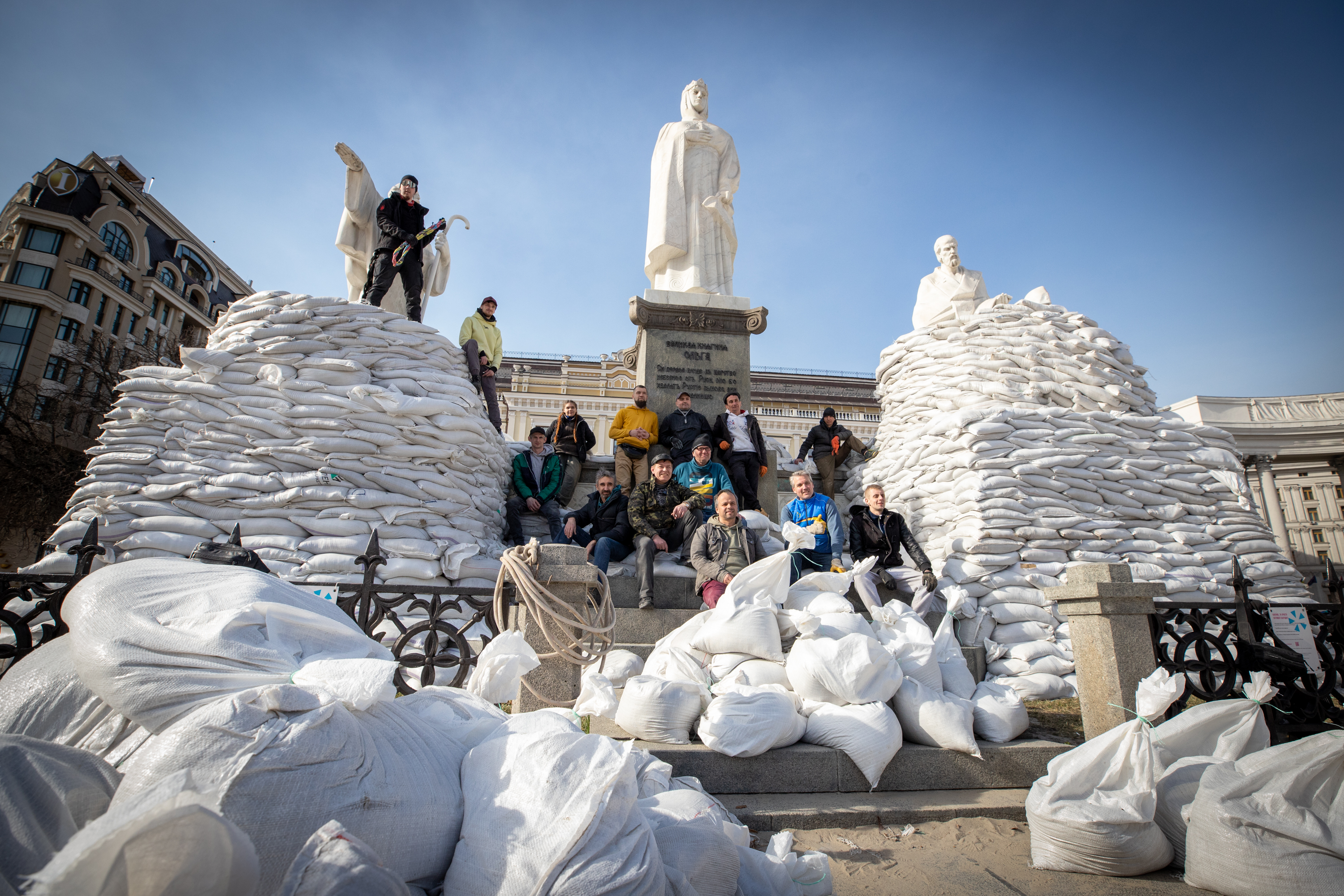
Пам'ятник у березні 2022 року, захищений від можливого руйнування на тлі російського вторгнення в Україну
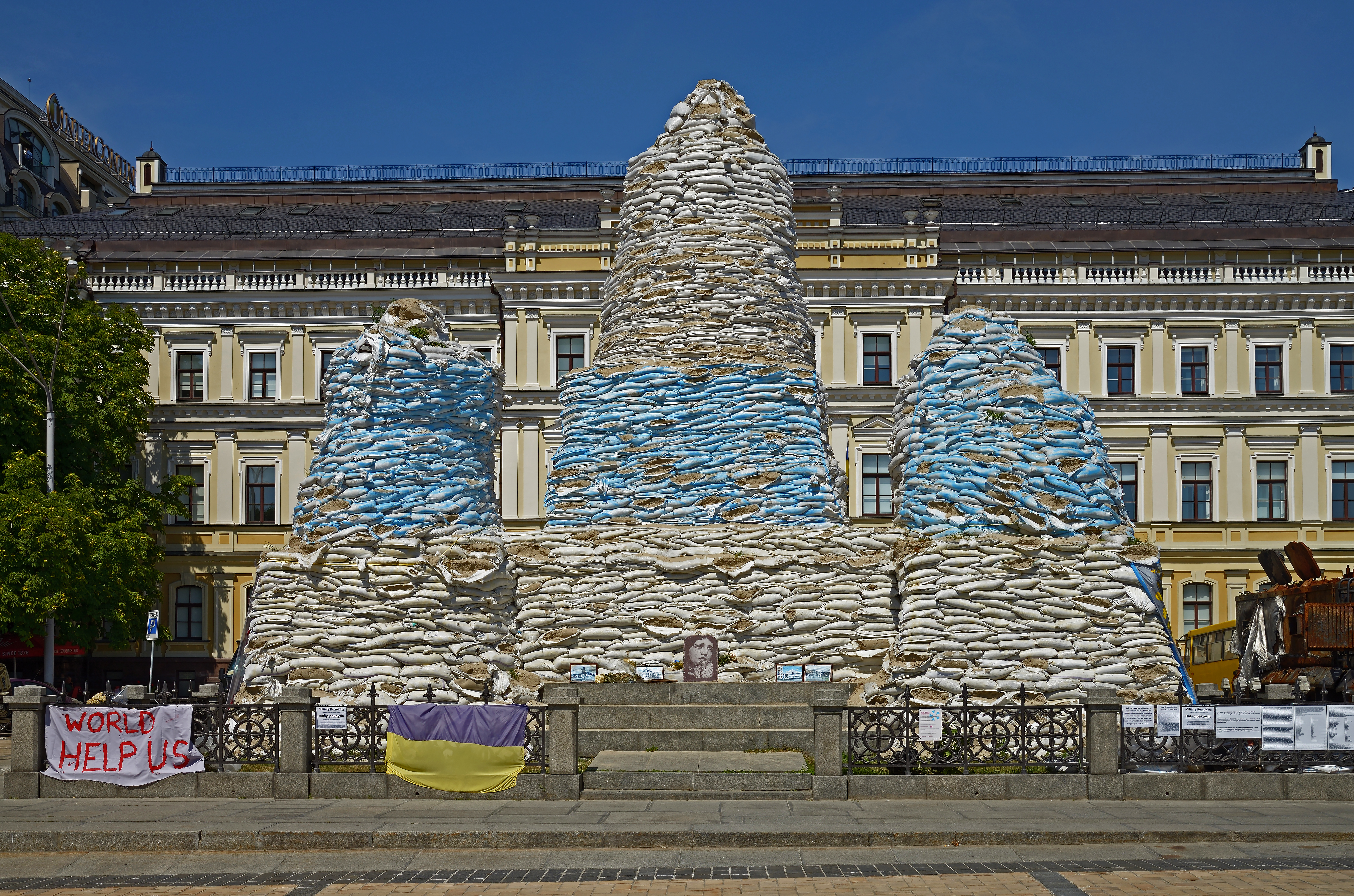
Пам'ятник у липні 2022
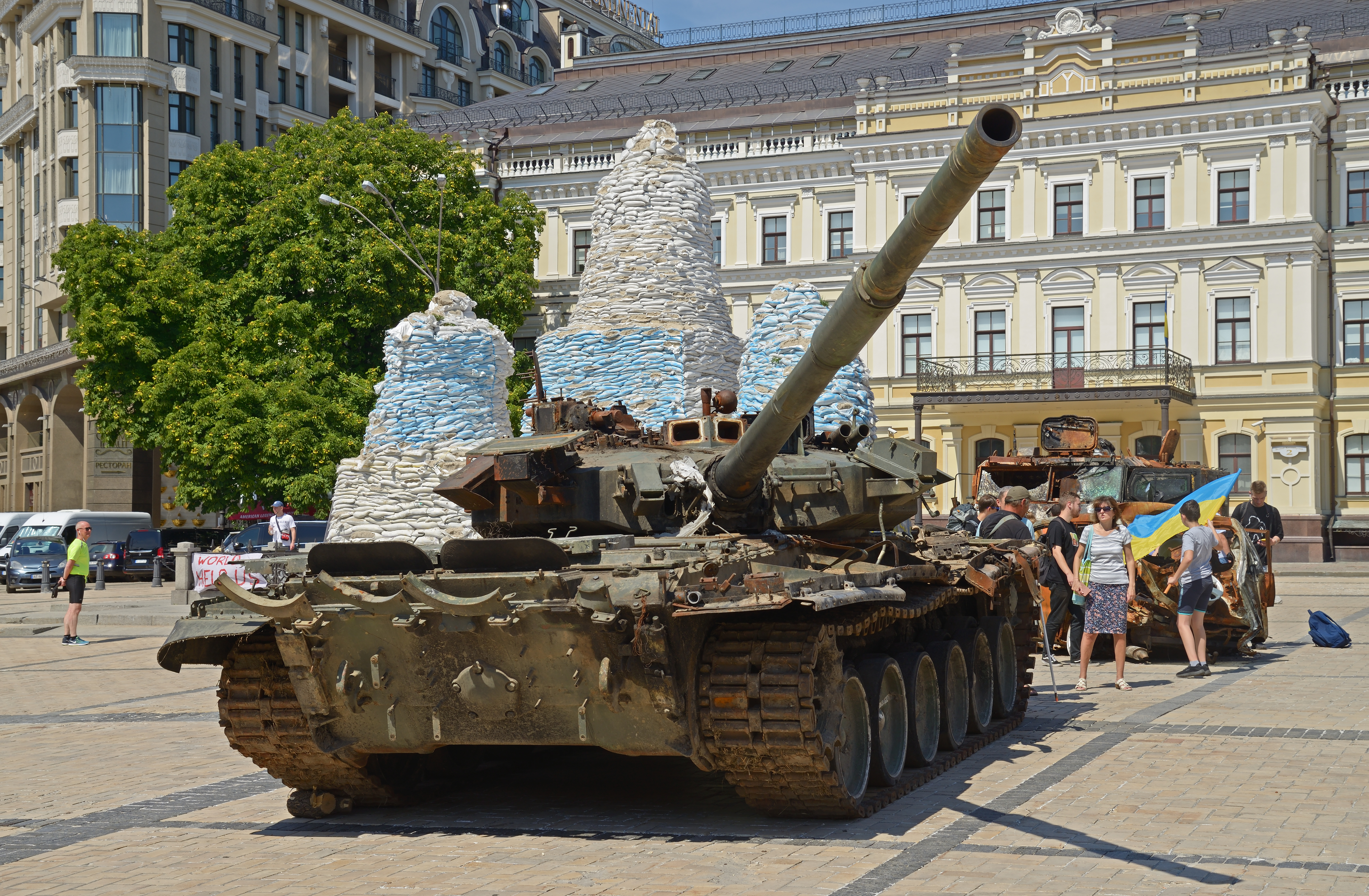
Розбита російська воєнна техніка виставлена біля пам'ятника. Липень 2022